# Estadio Polideportivo de Pueblo Nuevo
Het Estadio Polideportivo de Pueblo Nuevo is een multifunctioneel stadion in San Cristóbal, een stad in Venezuela. Het stadion wordt vooral gebruikt voor voetbalwedstrijden, de voetbalclub Deportivo Táchira FC maakt gebruik van dit stadion. In het stadion is plaats voor 42.500 toeschouwers. 

## Historie
Het werd geopend op 11 januari 1976. In 2006 en 2007 waren er renovaties. Hierdoor kon het stadion ook gebruikt worden voor de Copa América 2007, dat toernooi was van 26 juni tot en met 15 juli 2007. Op dit toernooi werden er hier vier wedstrijden gespeeld. Drie daarvan in de groepsfase en de kwartfinale tussen Venezuela en Uruguay (1–4).
| № | Datum        | Wedstrijd           | Uitslag | Toernooi                        | Toeschouwers |
| - | ------------ | ------------------- | ------- | ------------------------------- | ------------ |
| 1 | 26 juni 2007 | Uruguay – Peru      | 0 – 3   | Copa América 2007 – groepsfase  | 23.000       |
| 2 | 30 juni 2007 | Bolivia – Uruguay   | 0 – 1   | Copa América 2007 – groepsfase  | 40.000       |
| 3 | 30 juni 2007 | Venezuela – Peru    | 2 – 0   | Copa América 2007 – groepsfase  | 40.000       |
| 4 | 7 juli 2007  | Venezuela – Uruguay | 1 – 4   | Copa América 2007 – kwartfinale | 41.200       |